# Demokratiska partiet (svenskt politiskt parti)
Demokratiska partiet var ett lokalt svenskt politiskt parti registrerat för val till kommunfullmäktige i Laxå kommun. Partiet var representerat i Laxå kommunfullmäktige under åtminstone mandatperioden 1982/1985.